# گورستان احسن‌کلا بویه
گورستان احسن کلا بویه در شهرستان املش، بخش رانکوه، روستای بویه واقع شده و این اثر در تاریخ ۲ بهمن ۱۳۸۲ با شمارهٔ ثبت ۱۰۷۳۰ به‌عنوان یکی از آثار ملی ایران به ثبت رسیده است.